# Анточени (Сучава)
Анточени (рум. Antoceni) насеље је у Румунији у округу Сучава у општини Форашти. Oпштина се налази на надморској висини од 362 m.

## Становништво
Према подацима из 2002. године у насељу је живело 346 становника, од којих су сви румунске националности.